# Sunčeva radijacija
Sunčeva radijacija je ukupna elektromagnetska radijacija koju emitira Sunce.
Kratkovalna radijacija je radijacijska energija koja dolazi direktno sa Sunca.  Za razliku od Sunčeve kratkovalne radijacije, Zemlja kao tijelo zrači dugovalnu ili terestričku radijaciju čiji su elektromagnetski valovi 15 do 20 puta veće valne duljine od kratkovalne radijacije. 
Atmosfera je propusna za kratkovalnu, a nepropusna ili teško propusna za dugovalnu radijaciju.
Direktna radijacija je onaj dio Sunčeve radijacije koji se uspije netaknut probiti do površine Zemlje. No dio Sunčeve radijacije apsorbirat će vodena para, zatim ugljik (IV)-oksid, kisik i ozon koji upijaju točno određene dijelove spektra. Takva 'prorijeđena' radijacija naziva se selektivnom radijacijom.  
Postoji i difuzna radijacija (ili difuzno zračenje). To je Sunčeva radijacija koja do nas ne dolazi direktno, nego joj se na putu kroz atmosferu promijeni smjer ili spektralni sastav. Zbog difuzne radijacije nije potpuno mračno kad su na nebu oblaci, ili u zoru i u sumrak. Svjetla ima iako ne vidimo Sunce, jer se zrake raspršuju ili reflektiraju (odbijaju) od sićušnih čestica koje nalazimo u atmosferi (kapljice vode, polutanata i slično). Difuzna radijacija mjeri se difuzometrom, a bilježi se na difuzograf. 
Zbrojem direktne i difuzne radijacije dobivamo globalnu radijaciju.